# Szokvány
A szokvány az üzleti életben, különösen a kereskedelemben rendszeresen és általánosan alkalmazott, írásban rögzített vagy rögzítetlen, de széles körben ismert és követett szokás vagy gyakorlat. Lényegében egy egységesített eljárásrendet vagy feltételrendszert testesít meg egy adott iparágban, piacon vagy földrajzi területen. Az üzleti életben, kiváltképp a nemzetközi kereskedelemben, rendkívül fontos szerepet töltenek be a szokványok, mivel az üzletkötést jelentősen megkönnyítik és gyorsítják azáltal, hogy a felek bevett gyakorlatokra hivatkozhatnak.
Használatuk révén a szerződő feleknek nem szükséges az ügylet minden egyes részletét és feltételét aprólékosan, írásban rögzíteniük; elegendő lehet egy adott szokványra történő hivatkozás (kifejezetten vagy akár hallgatólagosan), amely így a szerződés részévé válik. Alkalmazásuk általában nem törvényi erővel kötelező, kivéve, ha jogszabály kifejezetten utal rájuk, vagy ha a felek szerződésükben kötelezővé teszik azokat. Azonban egy adott kereskedelmi ágazatban bevett szokványok figyelmen kívül hagyása vagy elutasítása megnehezítheti az üzletkötést, mivel a potenciális partnerek elvárhatják azok ismeretét és alkalmazását. Jelentőségüket nagyban növeli az egységes, minden részletre kiterjedő nemzetközi jogi szabályozás hiánya, különösen a nemzetközi kereskedelmi ügyletek terén, ahol a szokványok hidat képezhetnek az eltérő nemzeti jogrendszerek között.

## Típusai
A szokványokat hatókörük és eredetük alapján többféleképpen csoportosíthatjuk:

### Helyi vagy ágazati szokványok
Ezek egy szűkebb területre, például egy adott földrajzi régióra, egy specifikus iparágra, piaci szegmensre, vagy akár egy meghatározott szervezetre (pl. tőzsde, kikötő) jellemző, kialakult és elfogadott gyakorlatok írásba foglalt vagy íratlan szabályai. Tartalmazhatják az adott közegben érvényesülő sajátos eljárásrendeket, feltételeket, díjszabásokat vagy értelmezési szabályokat. Amennyiben egy helyi szokvány eltér egy általánosabb vagy nemzetközi szokványtól, az adott helyi kontextusban gyakran a helyi szokvány rendelkezései élveznek elsőbbséget, feltéve, hogy a felek ismerték vagy az adott helyzetben ismerniük kellett volna azokat.
Gyakori területei:
- Tőzsdei szokványok (pl. kereskedési szabályok, elszámolási eljárások)
- Kikötői szokványok (pl. rakodási normák, tárolási feltételek, felelősségi szabályok)
- Bankszokványok (pl. utalások feldolgozása, akkreditívek kezelése)
- Biztosítótársaságok szokványai (pl. kárrendezési gyakorlat, kockázatértékelési módszerek)

### Nemzetközi szokványok
Olyan szokványok, amelyeket a nemzetközi kereskedelmi gyakorlatban széles körben elismernek és alkalmaznak, függetlenül az adott ügyletben részt vevő felek nemzetiségétől vagy a szerződés helyszínétől. Céljuk a nemzetközi ügyletek feltételeinek egységesítése, a jogbizonytalanság csökkentése és a kereskedelem gördülékenyebbé tétele. Ezeket gyakran nemzetközi szervezetek dolgozzák ki és teszik közzé.

## Lásd még
- INCOTERMS (Nemzetközi Kereskedelmi Feltételek – a nemzetközi adásvételi szerződések egyik legelterjedtebb szokványgyűjteménye)
- Lex mercatoria (Kereskedők törvénye - a nemzetközi kereskedelmi jog történeti és elméleti alapja)